# Шнырев, Иван Алексеевич
Шнырев Иван Алексеевич (12 (24) ноября 1889, Знаменское, Звенигородский уезд, Московская губерния, Российская империя — 11 ноября 1919, Петроград, РСФСР) — советский партийный деятель, заведующий Звенигородским уездным земельным отделом, председатель уездной чрезвычайной комиссии по борьбе с контрреволюцией.

## Биография
Иван Шнырев родился 12 (24) ноября 1889 года в селе Знаменском Звенигородского уезда Московской губернии в семье крестьян Алексея Николаевича и Ольги Петровны Шныревых, крещён в день рождения. Окончил сельскохозяйственную школу в Павловской Слободе.
На январь 1915 года работал учителем.
В 1917 году Шнырев вступил в РСДРП и Красную гвардию. Участвовал в походе красных на Звенигород в ноябре 1917 года. Являлся организатором выборов местных «Советов», занимал ряд высших должностей в Аксиньинской волости.
При подавлении Звенигородского мятежа 15 мая 1918 года Иван Шнырев руководил Аксиньинским комбедовским отрядом. После был избран председателем Звенигородского уездного ЧК.
15 декабря 1918 года в Звенигороде состоялся 1-й уездный съезд Советов. Иван Шнырев был избран в состав первого исполкома уездного Совета и, возглавив его земельный отдел, со своей семьёй переехал в Звенигород. 
В 1919 году административный центр был перенесён в Воскресенск (ныне город Истра) и уездная политическая борьба вынудила Шнырева уехать в Петроград, где на тот момент разворачивалась оборона города ввиду наступления Северо-Западной армии (белых) под командованием генерала Н. Н. Юденича.
Увеличившийся перевес в живой силе у красных, отсутствие резервов и растянутость фронта Северо-Западной армии позволили красноармейцам быстро остановить наступление белых. 21 октября 1919 года Красная армия перешла в контрнаступление на гатчино-волосовском и лужско-волосовском направлениях с целью осуществить глубокий охват и окружение основных сил Юденича. В одном из упорных боёв той операции Иван Шнырев был тяжело ранен и умер от ран 11 ноября 1919 года. Уже 14 ноября белогвардейцы были разгромлены, а остатки Северо-Западной армии бежали в Эстонию.

## Семья
22 октября 1912 — женился на Татьяне Даниловне Борисовой, крестьянке деревни Сарева Перхушковской волости;
- дочь Екатерина — (24 ноября 1913 — ?)[5];
- сын Иван — (18 октября 1915 — ?)[6].

После смерти мужа, его жена перебралась из Петрограда в Звенигород, где работала заведующей детским домом, организованным для сирот. Не хватало хлеба, одежды, она растила сирот и своих двоих детей. Позже семья вернулась в Знаменское, где продолжила работать в колхозе «Рассвет».

## Память
В память о Иване Алексеевиче Шныреве в Звенигородском уезде, 15 апреля 1921 года была создана Ивано-Шныревская волость, упразднена в 1929 году.
Именем Ивана Шнырева были названы улицы в Звенигороде и Истре. В Звенигороде установлена мемориальная доска.